# Women in Revolt
Women In Revolt, también conocida como Andy Warhol's Women in Revolt, es una película satírica realizada en el año 1972, producida por Andy Warhol y dirigida por Paul Morrissey.
Las estrellas de la película son Jackie Curtis, Candy Darling y Holly Woodlawn, tres transexuales superstars de The Factory de Andy Warhol. Jackie y Candy anteriormente habían aparecido en Flesh y Holly había protagonizado en Trash También aparecen en la película Jane Forth y Penny Arcade. La música de la banda sonora es de John Cale.
Esta película es digna de mención ya que fue la última en el que el propio Warhol rodó algunas escenas. Durante la filmación, de 1970 a 1971, Jackie Curtis insistió en que Warhol se pusiera detrás de la cámara, de lo contrario no se completaría la película.
La película satiriza los Movimientos de liberación de las Mujeres, y alude a Valerie Solanas y al Manifiesto SCUM.

## Sinopsis
Holly y Jackie forman un pequeño grupo de «mujeres liberadas». Convencen a Candy, una mujer de sociedad rica que tiene una incestuosa relación con su hermano, a unirse a ellas en sus reuniones. El grupo necesita la adhesión de Candy para traer dinero y «glamour» a su causa.

## Reparto
- Candy Darling como Candy.
- Jackie Curtis como Jackie.
- Holly Woodlawn como Holly.
- Jonathan Kramer como periodista.
- Michael Sklar como Max Morris.
- Maurice Braddell como el padre de Candy.
- Johnny Kemper como Johnny Minute.
- Martin Kove como Marty.